# Bulbophyllum echinolabium
Bulbophyllum echinolabium (tên tiếng Anh là Hedgehog-shaped Lip Bulbophyllum) là một loài phong lan.

## Hình ảnh

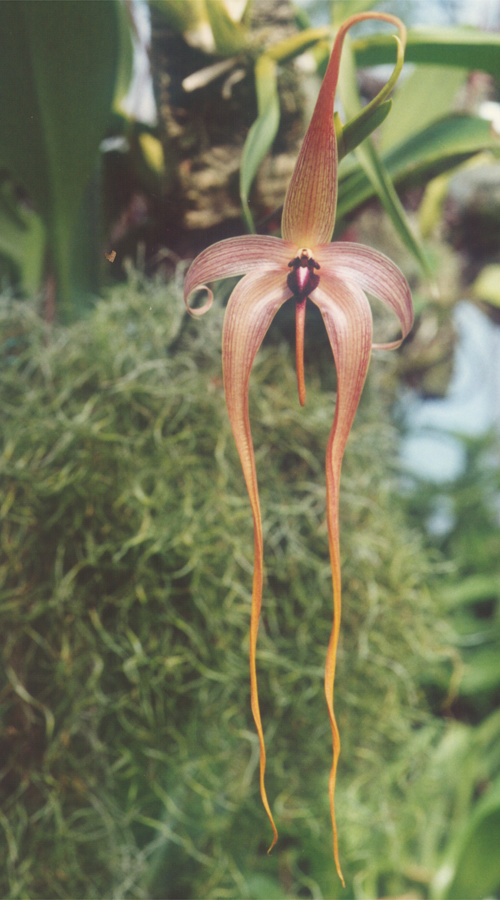
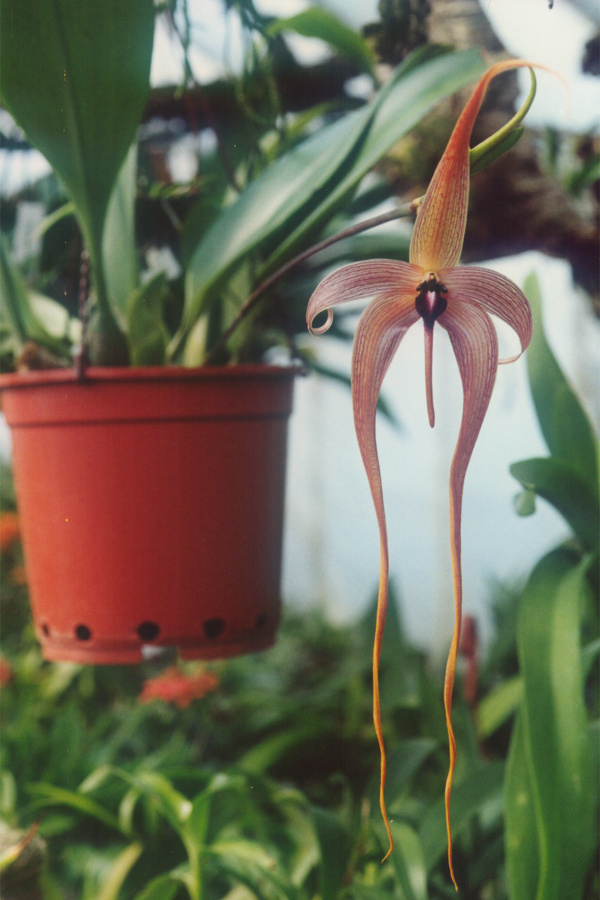
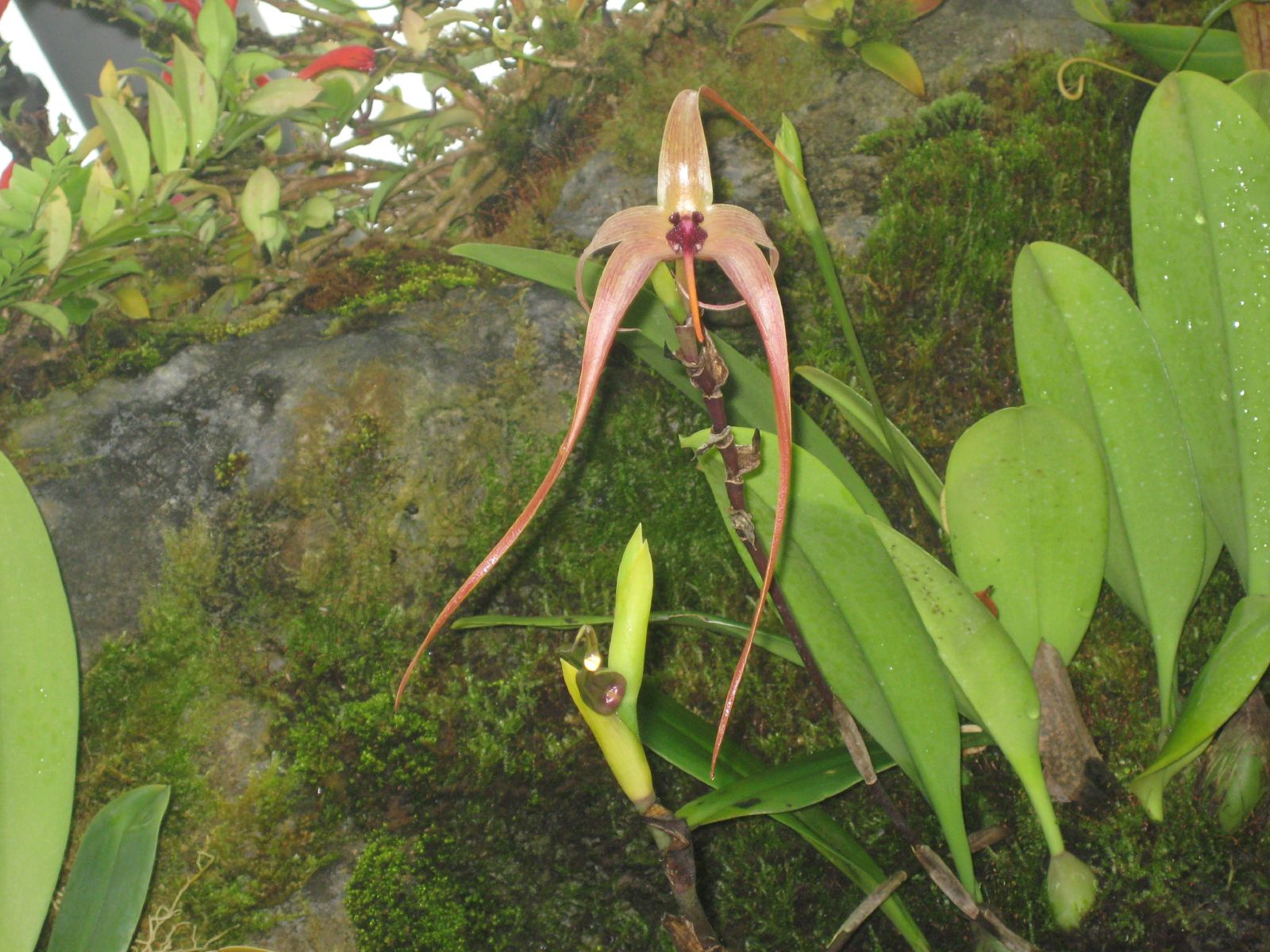
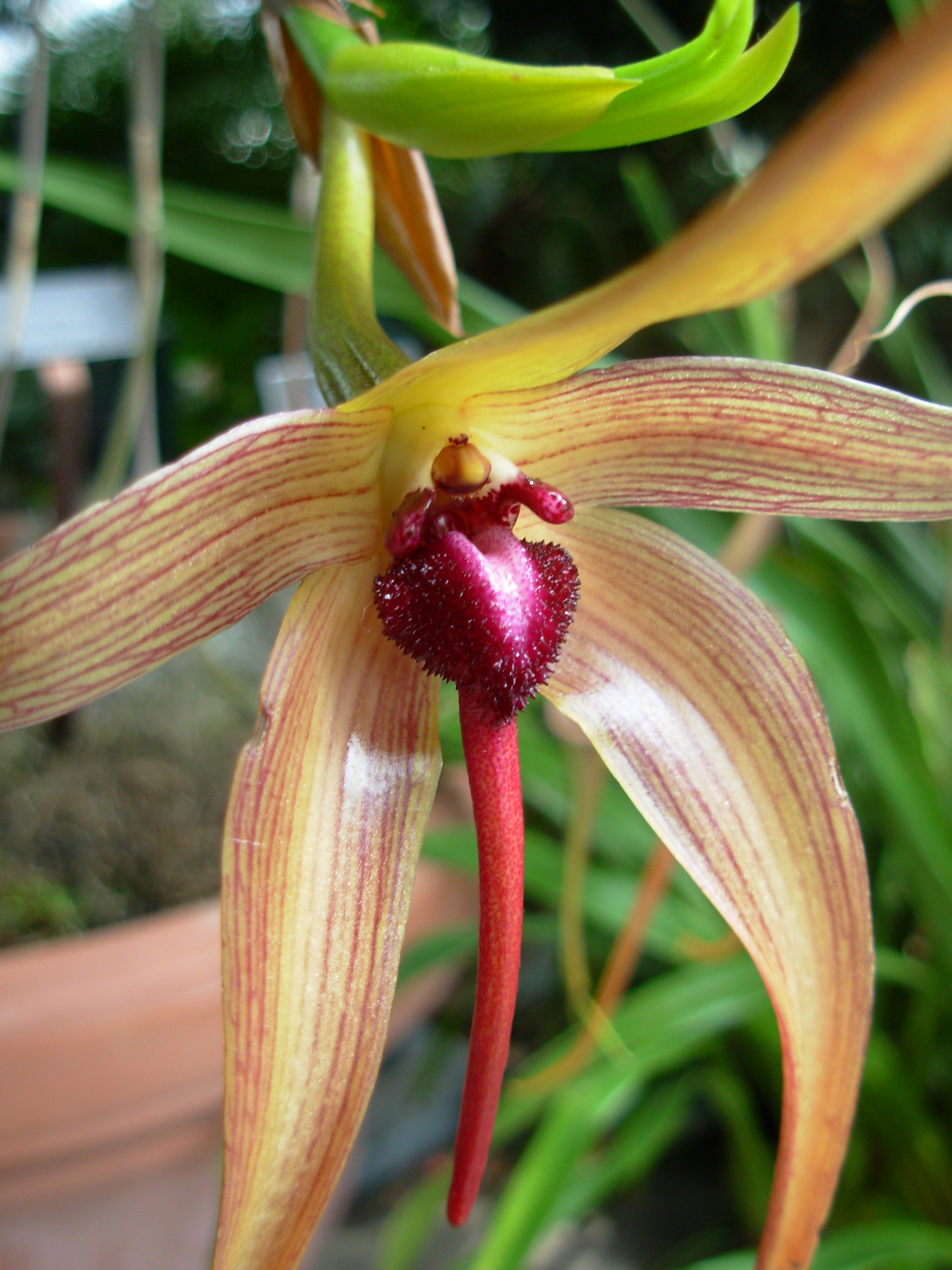